# Brit Award para Álbum Britânico do Ano
O Brit Award para Álbum Britânico do Ano (no original em inglês: Brit Award for British Album of the Year) é um prêmio concedido pela British Phonographic Industry (BPI), uma organização que representa gravadoras e artistas no Reino Unido. O prêmio é apresentado no Brit Awards, uma celebração anual da música britânica e internacional. Os vencedores e indicados são determinados pela academia de votação do Brit Awards com mais de mil membros, que incluem gravadoras, editoras, gerentes, agentes, mídia e vencedores e indicados anteriores. Somente em 1983 e 1984 foi premiado o álbum mais vendido. Esta também foi a única vez que artistas estrangeiros foram premiados: Barbra Streisand por Memories em 1983, e Michael Jackson por Thriller em 1984.

## Vencedores e indicados

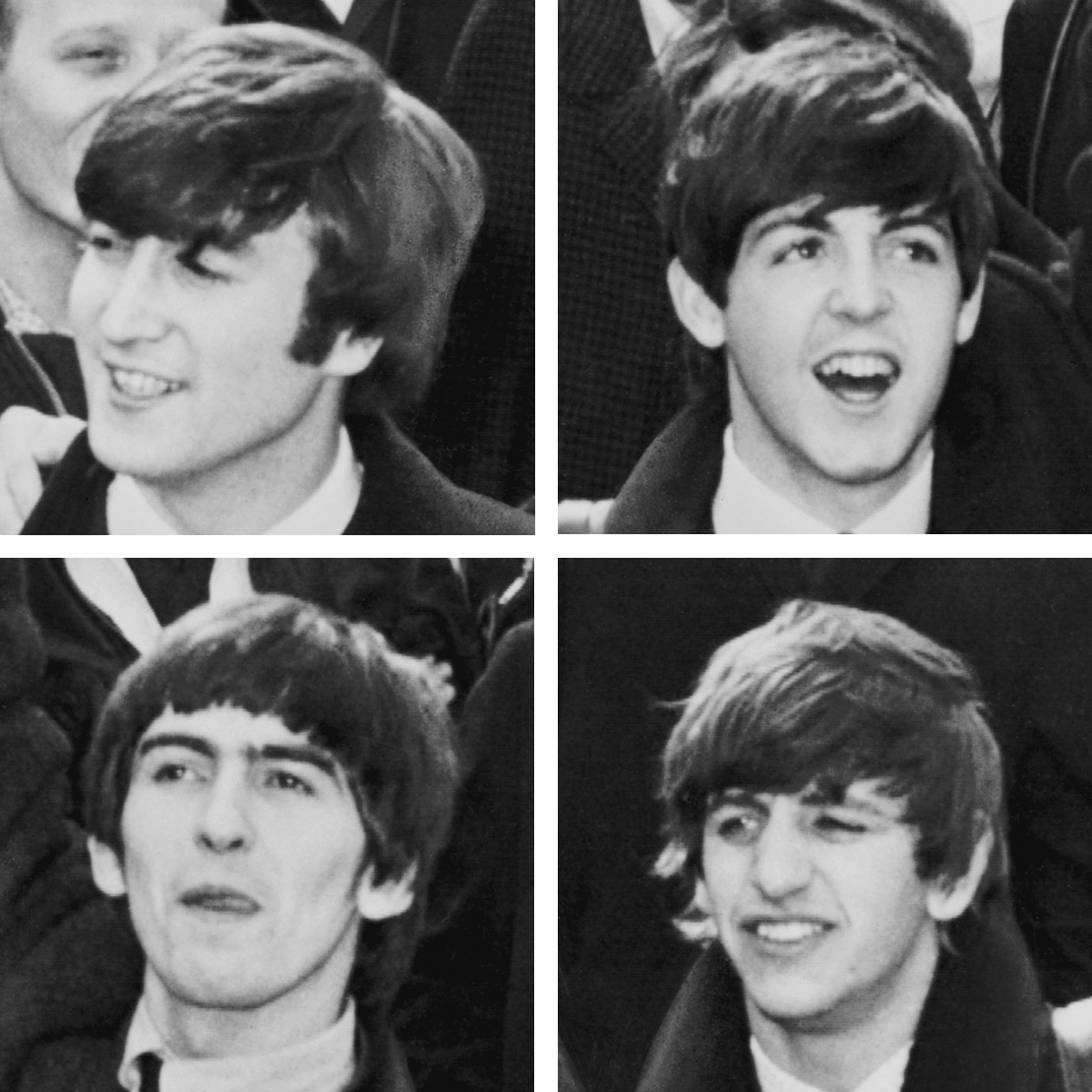
Vencedor inaugural, The Beatles

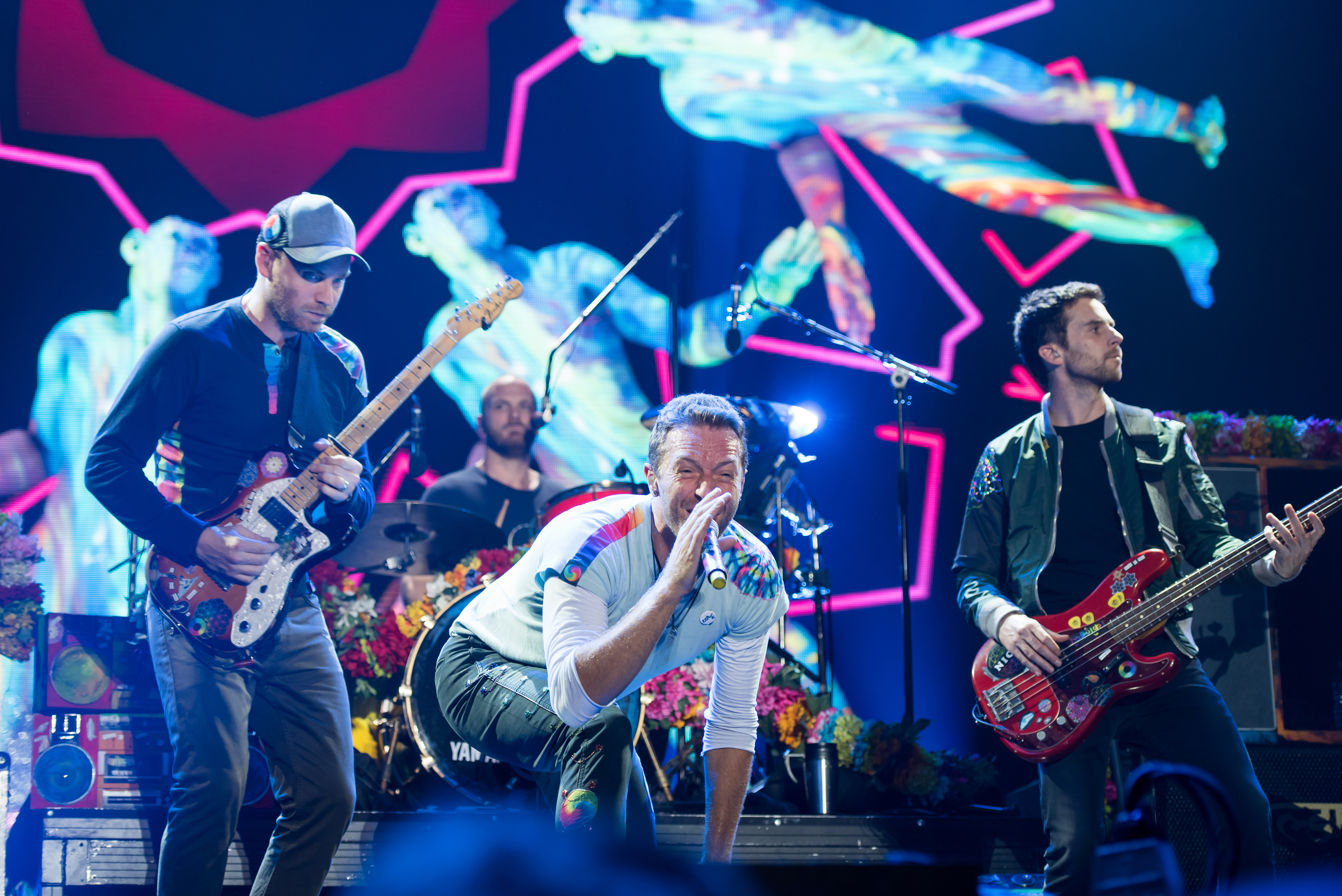
Coldplay foi o primeiro tricampeão

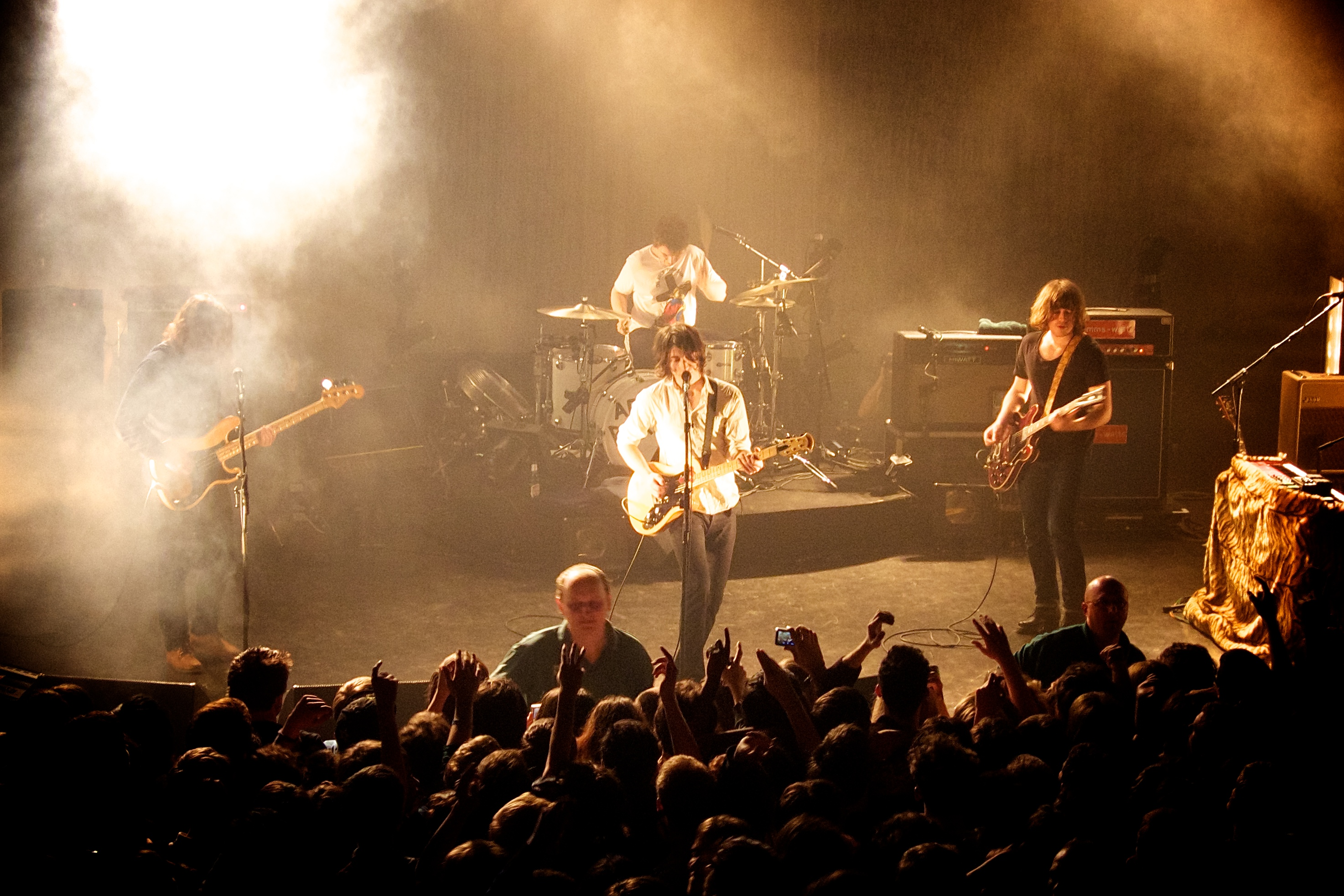
Arctic Monkeys venceu três vezes

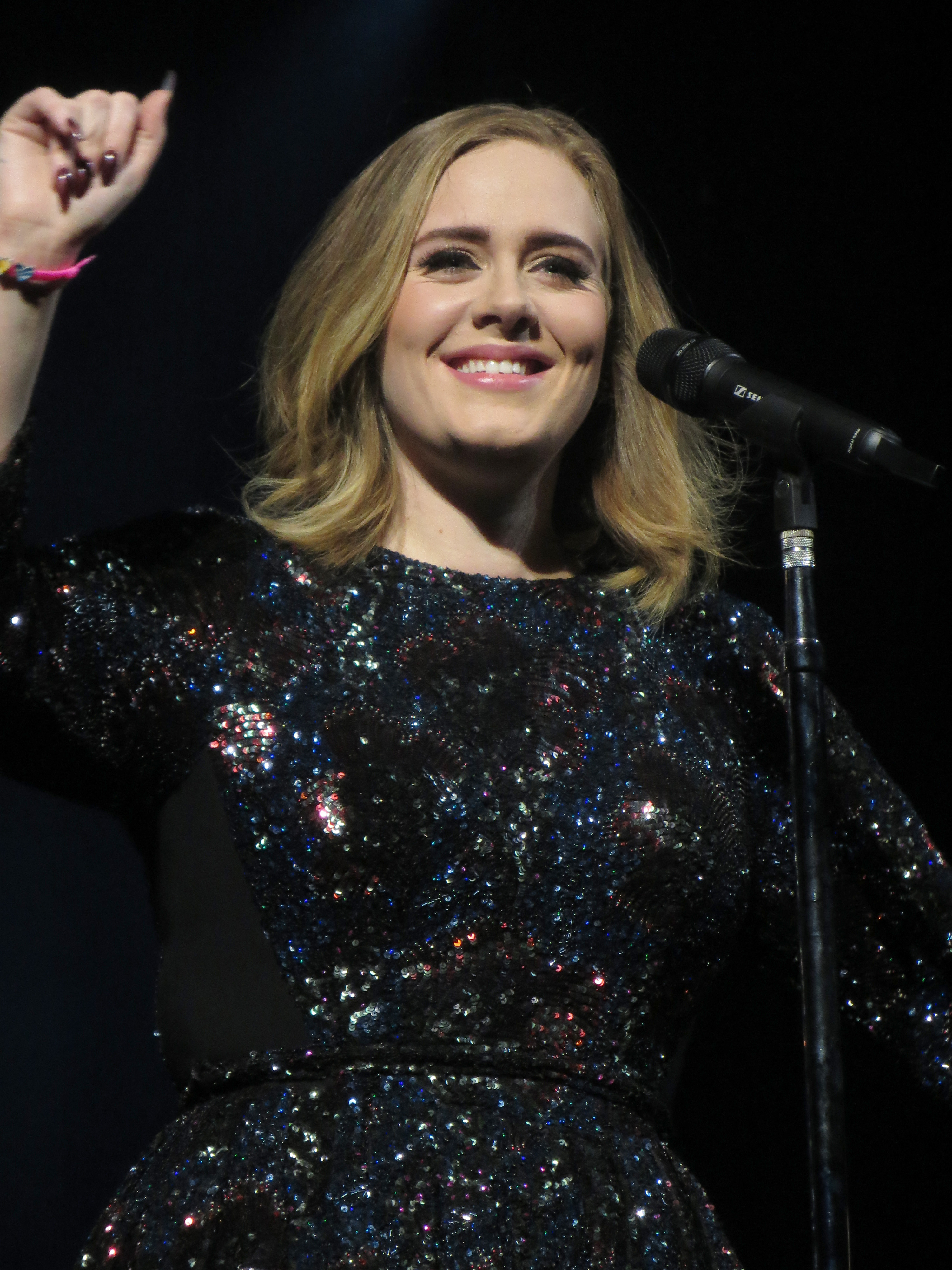
Adele é a única artista solo a ganhar este prêmio três vezes

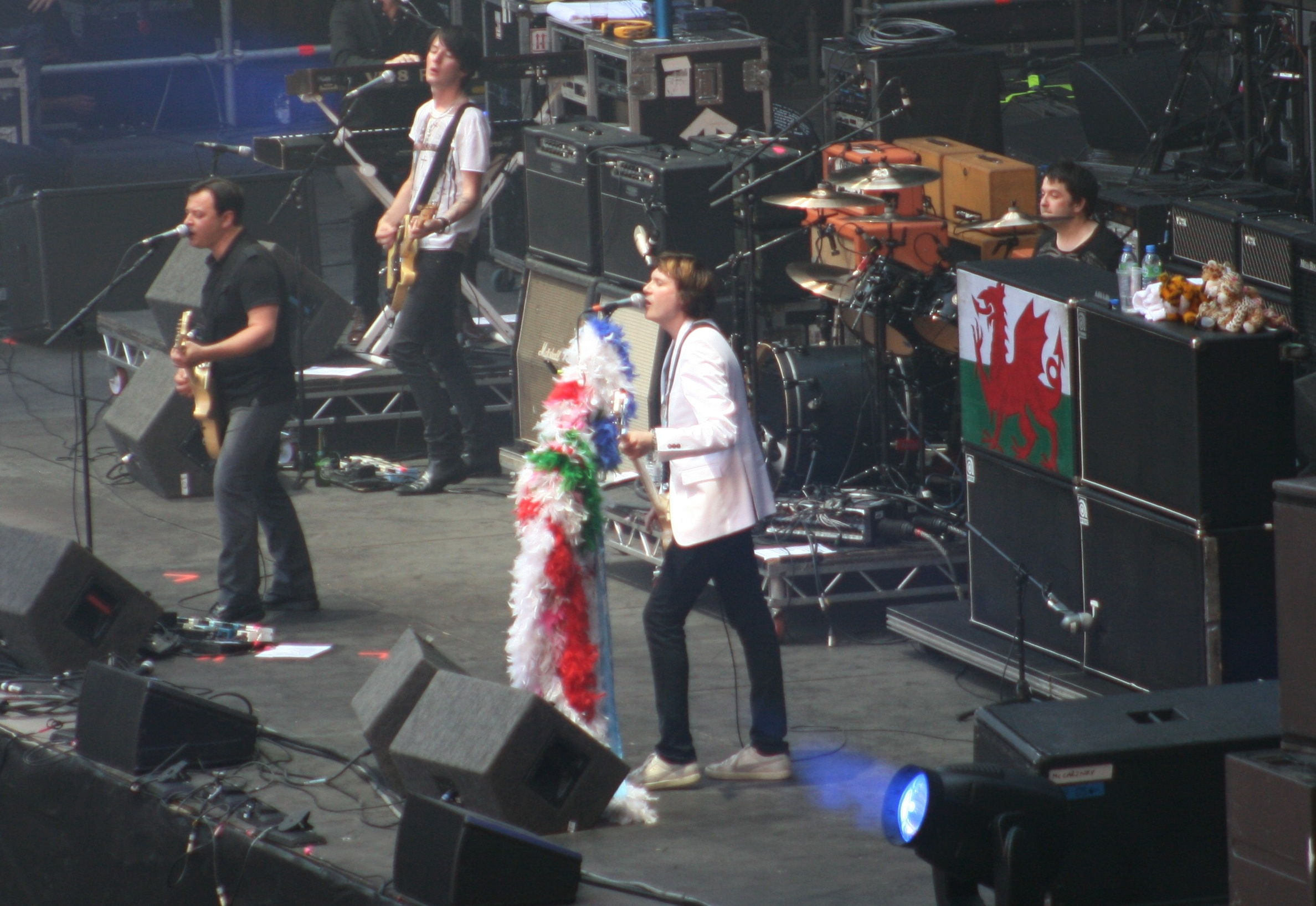
Manic Street Preachers foi o primeiro bicampeão

Legenda:
     Vencedor(a)

### Década de 1970
| Ano                                   | Álbum         | Artista(s) | Ref. |
| ------------------------------------- | ------------- | ---------- | ---- |
| 1977 (1.ª)                            |               |            |      |
| Sgt. Pepper's Lonely Hearts Club Band | The Beatles   | [ 4 ]      |      |
| The Dark Side of the Moon             | Pink Floyd    | [ 4 ]      |      |
| Goodbye Yellow Brick Road             | Elton John    | [ 4 ]      |      |
| Tubular Bells                         | Mike Oldfield | [ 4 ]      |      |

### Década de 1980
| Ano                           | Álbum                     | Artista(s) | Ref. |
| ----------------------------- | ------------------------- | ---------- | ---- |
| 1982 (2.ª)                    |                           |            |      |
| Kings of the Wild Frontier    | Adam and the Ants         | [ 4 ]      |      |
| Dare                          | The Human League          | [ 4 ]      |      |
| Greatest Hits                 | Queen                     | [ 4 ]      |      |
| 1983 (3.ª)                    |                           |            |      |
| Memories                      | Barbra Streisand          | [ 4 ]      |      |
| Complete Madness              | Madness                   | [ 4 ]      |      |
| The Kids from "Fame"          | The Kids from "Fame"      | [ 4 ]      |      |
| 1984 (4.ª)                    |                           |            |      |
| Thriller                      | Michael Jackson           | [ 5 ]      |      |
| 1985 (5.ª)                    |                           |            |      |
| Diamond Life                  | Sade                      | [ 4 ]      |      |
| Human Racing                  | Nik Kershaw               | [ 4 ]      |      |
| The Unforgettable Fire        | U2                        | [ 4 ]      |      |
| Welcome to the Pleasuredome   | Frankie Goes to Hollywood | [ 4 ]      |      |
| The Works                     | Queen                     | [ 4 ]      |      |
| 1986 (6.ª)                    |                           |            |      |
| No Jacket Required            | Phil Collins              | [ 6 ]      |      |
| Be Yourself Tonight           | Eurythmics                | [ 6 ]      |      |
| Brothers in Arms              | Dire Straits              | [ 6 ]      |      |
| Hounds of Love                | Kate Bush                 | [ 6 ]      |      |
| Songs from the Big Chair      | Tears for Fears           | [ 6 ]      |      |
| 1987 (7.ª)                    |                           |            |      |
| Brothers in Arms              | Dire Straits              | [ 4 ]      |      |
| London 0 Hull 4               | The Housemartins          | [ 4 ]      |      |
| Picture Book                  | Simply Red                | [ 4 ]      |      |
| Silk & Steel                  | Five Star                 | [ 4 ]      |      |
| So                            | Peter Gabriel             | [ 4 ]      |      |
| 1988 (8.ª)                    |                           |            |      |
| …Nothing Like the Sun         | Sting                     | [ 4 ]      |      |
| Actually                      | Pet Shop Boys             | [ 4 ]      |      |
| Bridge of Spies               | T'Pau                     | [ 4 ]      |      |
| Faith                         | George Michael            | [ 4 ]      |      |
| It's Better to Travel         | Swing Out Sister          | [ 4 ]      |      |
| 1989 (9.ª)                    |                           |            |      |
| The First of a Million Kisses | Fairground Attraction     | [ 4 ]      |      |
| Introspective                 | Pet Shop Boys             | [ 4 ]      |      |
| Love                          | Aztec Camera              | [ 4 ]      |      |
| Roll with It                  | Steve Winwood             | [ 4 ]      |      |
| To Whom It May Concern        | The Pasadenas             | [ 4 ]      |      |

### Década de 1990
| Ano                               | Álbum                  | Artista(s) | Ref. |
| --------------------------------- | ---------------------- | ---------- | ---- |
| 1990 (10.ª)                       |                        |            |      |
| The Raw and the Cooked            | Fine Young Cannibals   | [ 4 ]      |      |
| Club Classics Vol. One            | Soul II Soul           | [ 4 ]      |      |
| A New Flame                       | Simply Red             | [ 4 ]      |      |
| The Seeds of Love                 | Tears for Fears        | [ 4 ]      |      |
| We Too Are One                    | Eurythmics             | [ 4 ]      |      |
| 1991 (11.ª)                       |                        |            |      |
| Listen Without Prejudice Vol. 1   | George Michael         | [ 4 ]      |      |
| Affection                         | Lisa Stansfield        | [ 4 ]      |      |
| Choke                             | The Beautiful South    | [ 4 ]      |      |
| Enlightenment                     | Van Morrison           | [ 4 ]      |      |
| Jordan: The Comeback              | Prefab Sprout          | [ 4 ]      |      |
| Sleeping with the Past            | Elton John             | [ 4 ]      |      |
| 1992 (12.ª)                       |                        |            |      |
| Seal                              | Seal                   | [ 4 ]      |      |
| Beverley Craven                   | Beverley Craven        | [ 4 ]      |      |
| Blue Lines                        | Massive Attack         | [ 4 ]      |      |
| Stars                             | Simply Red             | [ 4 ]      |      |
| The White Room                    | The KLF                | [ 4 ]      |      |
| 1993 (13.ª)                       |                        |            |      |
| Diva                              | Annie Lennox           | [ 4 ]      |      |
| Hormonally Yours                  | Shakespears Sister     | [ 4 ]      |      |
| The One                           | Elton John             | [ 4 ]      |      |
| U.F.Orb                           | The Orb                | [ 4 ]      |      |
| Up                                | Right Said Fred        | [ 4 ]      |      |
| We Can't Dance                    | Genesis                | [ 4 ]      |      |
| 1994 (14.ª)                       |                        |            |      |
| Connected                         | Stereo MC's            | [ 4 ]      |      |
| Emergency On Planet Earth         | Jamiroquai             | [ 4 ]      |      |
| So Close                          | Dina Carroll           | [ 4 ]      |      |
| Suede                             | Suede                  | [ 4 ]      |      |
| Ten Summoner's Tales              | Sting                  | [ 4 ]      |      |
| 1995 (15.ª)                       |                        |            |      |
| Parklife                          | Blur                   | [ 4 ]      |      |
| Always & Forever                  | Eternal                | [ 4 ]      |      |
| Definitely Maybe                  | Oasis                  | [ 4 ]      |      |
| The Division Bell                 | Pink Floyd             | [ 4 ]      |      |
| Protection                        | Massive Attack         | [ 4 ]      |      |
| 1996 (16.ª)                       |                        |            |      |
| (What's the Story) Morning Glory? | Oasis                  | [ 4 ]      |      |
| The Bends                         | Radiohead              | [ 4 ]      |      |
| Different Class                   | Pulp                   | [ 4 ]      |      |
| The Great Escape                  | Blur                   | [ 4 ]      |      |
| Stanley Road                      | Paul Weller            | [ 4 ]      |      |
| 1997 (17.ª)                       |                        |            |      |
| Everything Must Go                | Manic Street Preachers | [ 4 ]      |      |
| K                                 | Kula Shaker            | [ 4 ]      |      |
| Moseley Shoals                    | Ocean Colour Scene     | [ 4 ]      |      |
| Ocean Drive                       | Lighthouse Family      | [ 4 ]      |      |
| Older                             | George Michael         | [ 4 ]      |      |
| 1998 (18.ª)                       |                        |            |      |
| Urban Hymns                       | The Verve              | [ 4 ]      |      |
| Be Here Now                       | Oasis                  | [ 4 ]      |      |
| The Fat of the Land               | The Prodigy            | [ 4 ]      |      |
| OK Computer                       | Radiohead              | [ 4 ]      |      |
| White on Blonde                   | Texas                  | [ 4 ]      |      |
| 1999 (19.ª)                       |                        |            |      |
| This Is My Truth Tell Me Yours    | Manic Street Preachers | [ 4 ]      |      |
| Bring It On                       | Gomez                  | [ 4 ]      |      |
| I've Been Expecting You           | Robbie Williams        | [ 4 ]      |      |
| International Velvet              | Catatonia              | [ 4 ]      |      |
| Mezzanine                         | Massive Attack         | [ 4 ]      |      |

### Década de 2000
| Ano                                           | Álbum                   | Artista(s) | Ref. |
| --------------------------------------------- | ----------------------- | ---------- | ---- |
| 2000 (20.ª)                                   |                         |            |      |
| The Man Who                                   | Travis                  | [ 4 ]      |      |
| Liquid Skin                                   | Gomez                   | [ 4 ]      |      |
| Performance and Cocktails                     | Stereophonics           | [ 4 ]      |      |
| Remedy                                        | Basement Jaxx           | [ 4 ]      |      |
| Surrender                                     | The Chemical Brothers   | [ 4 ]      |      |
| 2001 (21.ª)                                   |                         |            |      |
| Parachutes                                    | Coldplay                | [ 4 ]      |      |
| Born to Do It                                 | Craig David             | [ 4 ]      |      |
| Kid A                                         | Radiohead               | [ 4 ]      |      |
| Lost Songs 95–98                              | David Gray              | [ 4 ]      |      |
| Sing When You're Winning                      | Robbie Williams         | [ 4 ]      |      |
| Sleeping with the Past                        | Elton John              | [ 4 ]      |      |
| 2002 (22.ª)                                   |                         |            |      |
| No Angel                                      | Dido                    | [ 4 ]      |      |
| Born to Do It                                 | Craig David             | [ 4 ]      |      |
| Gorillaz                                      | Gorillaz                | [ 4 ]      |      |
| The Invisible Band                            | Travis                  | [ 4 ]      |      |
| Kid A                                         | Radiohead               | [ 4 ]      |      |
| 2003 (23.ª)                                   |                         |            |      |
| A Rush of Blood to the Head                   | Coldplay                | [ 4 ]      |      |
| Angels with Dirty Faces                       | Sugababes               | [ 4 ]      |      |
| The Coral                                     | The Coral               | [ 4 ]      |      |
| A Little Deeper                               | Ms. Dynamite            | [ 4 ]      |      |
| Original Pirate Material                      | The Streets             | [ 4 ]      |      |
| 2004 (24.ª)                                   |                         |            |      |
| Permission to Land                            | The Darkness            | [ 4 ]      |      |
| Gotta Get Thru This                           | Daniel Bedingfield      | [ 4 ]      |      |
| Life for Rent                                 | Dido                    | [ 4 ]      |      |
| Magic and Medicine                            | The Coral               | [ 4 ]      |      |
| Think Tank                                    | Blur                    | [ 4 ]      |      |
| 2005 (25.ª)                                   |                         |            |      |
| Hopes and Fears                               | Keane                   | [ 4 ]      |      |
| Absolution                                    | Muse                    | [ 4 ]      |      |
| Final Straw                                   | Snow Patrol             | [ 4 ]      |      |
| Franz Ferdinand                               | Franz Ferdinand (banda) | [ 4 ]      |      |
| A Grand Don't Come for Free                   | The Streets             | [ 4 ]      |      |
| 2006 (26.ª)                                   |                         |            |      |
| X&Y                                           | Coldplay                | [ 4 ]      |      |
| Aerial                                        | Kate Bush               | [ 4 ]      |      |
| Back to Bedlam                                | James Blunt             | [ 4 ]      |      |
| Demon Days                                    | Gorillaz                | [ 4 ]      |      |
| Employment                                    | Kaiser Chiefs           | [ 4 ]      |      |
| 2007 (27.ª)                                   |                         |            |      |
| Whatever People Say I Am, That's What I'm Not | Arctic Monkeys          | [ 4 ]      |      |
| Alright, Still                                | Lily Allen              | [ 4 ]      |      |
| Back to Black                                 | Amy Winehouse           | [ 4 ]      |      |
| Black Holes and Revelations                   | Muse                    | [ 4 ]      |      |
| Eyes Open                                     | Snow Patrol             | [ 4 ]      |      |
| 2008 (28.ª)                                   |                         |            |      |
| Favourite Worst Nightmare                     | Arctic Monkeys          | [ 4 ]      |      |
| Beautiful World                               | Take That               | [ 4 ]      |      |
| Life in Cartoon Motion                        | Mika                    | [ 4 ]      |      |
| Spirit                                        | Leona Lewis             | [ 4 ]      |      |
| Version                                       | Mark Ronson             | [ 4 ]      |      |
| 2009 (29.ª)                                   |                         |            |      |
| Rockferry                                     | Duffy                   | [ 4 ]      |      |
| In Rainbows                                   | Radiohead               | [ 4 ]      |      |
| The Seldom Seen Kid                           | Elbow                   | [ 4 ]      |      |
| Viva la Vida or Death and All His Friends     | Coldplay                | [ 4 ]      |      |
| We Started Nothing                            | The Ting Tings          | [ 4 ]      |      |

### Década de 2010
| Ano                                                                     | Álbum                    | Artista(s) | Ref. |
| ----------------------------------------------------------------------- | ------------------------ | ---------- | ---- |
| 2010 (30.ª)                                                             |                          |            |      |
| Lungs                                                                   | Florence and the Machine | [ 7 ]      |      |
| It's Not Me, It's You                                                   | Lily Allen               | [ 7 ]      |      |
| Sunny Side Up                                                           | Paolo Nutini             | [ 7 ]      |      |
| Tongue n' Cheek                                                         | Dizzee Rascal            | [ 7 ]      |      |
| West Ryder Pauper Lunatic Asylum                                        | Kasabian                 | [ 7 ]      |      |
| 2011 (31.ª)                                                             |                          |            |      |
| Sigh No More                                                            | Mumford & Sons           | [ 8 ]      |      |
| The Defamation of Strickland Banks                                      | Plan B                   | [ 8 ]      |      |
| Disc-Overy                                                              | Tinie Tempah             | [ 8 ]      |      |
| Progress                                                                | Take That                | [ 8 ]      |      |
| xx                                                                      | The xx                   | [ 8 ]      |      |
| 2012 (32.ª)                                                             |                          |            |      |
| 21                                                                      | Adele                    | [ 9 ]      |      |
| Ceremonials                                                             | Florence and the Machine | [ 9 ]      |      |
| Let England Shake                                                       | PJ Harvey                | [ 9 ]      |      |
| Mylo Xyloto                                                             | Coldplay                 | [ 9 ]      |      |
| +                                                                       | Ed Sheeran               | [ 9 ]      |      |
| 2013 (33.ª)                                                             |                          |            |      |
| Our Version of Events                                                   | Emeli Sandé              | [ 10 ]     |      |
| An Awesome Wave                                                         | alt-J                    | [ 10 ]     |      |
| Babel                                                                   | Mumford & Sons           | [ 10 ]     |      |
| Fall to Grace                                                           | Paloma Faith             | [ 10 ]     |      |
| Ill Manors                                                              | Plan B                   | [ 10 ]     |      |
| 2014 (34.ª)                                                             |                          |            |      |
| AM                                                                      | Arctic Monkeys           | [ 11 ]     |      |
| Bad Blood                                                               | Bastille                 | [ 11 ]     |      |
| Home                                                                    | Rudimental               | [ 11 ]     |      |
| The Next Day                                                            | David Bowie              | [ 11 ]     |      |
| Settle                                                                  | Disclosure               | [ 11 ]     |      |
| 2015 (35.ª)                                                             |                          |            |      |
| x                                                                       | Ed Sheeran               | [ 12 ]     |      |
| In the Lonely Hour                                                      | Sam Smith                | [ 12 ]     |      |
| Royal Blood                                                             | Royal Blood              | [ 12 ]     |      |
| This Is All Yours                                                       | alt-J                    | [ 12 ]     |      |
| Wanted on Voyage                                                        | George Ezra              | [ 12 ]     |      |
| 2016 (36.ª)                                                             |                          |            |      |
| 25                                                                      | Adele                    | [ 13 ]     |      |
| Chaos and the Calm                                                      | James Bay                | [ 13 ]     |      |
| A Head Full of Dreams                                                   | Coldplay                 | [ 13 ]     |      |
| How Big, How Blue, How Beautiful                                        | Florence and the Machine | [ 13 ]     |      |
| In Colour                                                               | Jamie xx                 | [ 13 ]     |      |
| 2017 (37.ª)                                                             |                          |            |      |
| Blackstar                                                               | David Bowie              | [ 14 ]     |      |
| I Like It When You Sleep, for You Are So Beautiful yet So Unaware of It | The 1975                 | [ 14 ]     |      |
| Konnichiwa                                                              | Skepta                   | [ 14 ]     |      |
| Love & Hate                                                             | Michael Kiwanuka         | [ 14 ]     |      |
| Made in the Manor                                                       | Kano                     | [ 14 ]     |      |
| 2018 (38.ª)                                                             |                          |            |      |
| Gang Signs & Prayer                                                     | Stormzy                  | [ 15 ]     |      |
| Common Sense                                                            | J Hus                    | [ 15 ]     |      |
| ÷                                                                       | Ed Sheeran               | [ 15 ]     |      |
| Dua Lipa                                                                | Dua Lipa                 | [ 15 ]     |      |
| Human                                                                   | Rag'n'Bone Man           | [ 15 ]     |      |
| 2019 (39.ª)                                                             |                          |            |      |
| A Brief Inquiry into Online Relationships                               | The 1975                 | [ 16 ]     |      |
| High As Hope                                                            | Florence and the Machine | [ 16 ]     |      |
| Lost & Found                                                            | Jorja Smith              | [ 16 ]     |      |
| Speak Your Mind                                                         | Anne-Marie               | [ 16 ]     |      |
| Staying at Tamara's                                                     | George Ezra              | [ 16 ]     |      |

### Década de 2020
| Ano                                     | Álbum                 | Artista(s) | Ref. |
| --------------------------------------- | --------------------- | ---------- | ---- |
| 2020 (40.ª)                             |                       |            |      |
| Psychodrama                             | Dave                  | [ 17 ]     |      |
| Divinely Uninspired to a Hellish Extent | Lewis Capaldi         | [ 17 ]     |      |
| Fine Line                               | Harry Styles          | [ 17 ]     |      |
| Heavy Is the Head                       | Stormzy               | [ 17 ]     |      |
| Kiwanuka                                | Michael Kiwanuka      | [ 17 ]     |      |
| 2021 (41.ª)                             |                       |            |      |
| Future Nostalgia                        | Dua Lipa              | [ 18 ]     |      |
| Big Conspiracy                          | J Hus                 | [ 18 ]     |      |
| Collapsed in Sunbeams                   | Arlo Parks            | [ 18 ]     |      |
| Not Your Muse                           | Celeste               | [ 18 ]     |      |
| What's Your Pleasure?                   | Jessie Ware           | [ 18 ]     |      |
| 2022 (42.ª)                             |                       |            |      |
| 30                                      | Adele                 | [ 19 ]     |      |
| =                                       | Ed Sheeran            | [ 19 ]     |      |
| Seventeen Going Under                   | Sam Fender            | [ 19 ]     |      |
| Sometimes I Might Be Introvert          | Little Simz           | [ 19 ]     |      |
| We're All Alone in This Together        | Dave                  | [ 19 ]     |      |
| 2023 (43.ª)                             |                       |            |      |
| Harry's House                           | Harry Styles          | [ 20 ]     |      |
| Being Funny in a Foreign Language       | The 1975              | [ 20 ]     |      |
| Wet Leg                                 | Wet Leg               | [ 20 ]     |      |
| This Is What I Mean                     | Stormzy               | [ 20 ]     |      |
| Actual Life 3                           | Fred Again            | [ 20 ]     |      |
| 2024 (44.ª)                             |                       | [ 20 ]     |      |
| My 21st Century Blues                   | Raye                  | [ 21 ]     |      |
| The Ballad of Darren                    | Blur                  | [ 21 ]     |      |
| Beautiful and Brutal Yard               | J Hus                 | [ 21 ]     |      |
| No Thank You                            | Little Simz           | [ 21 ]     |      |
| Heavy Heavy                             | Young Fathers         | [ 21 ]     |      |
| 2025 (45.ª)                             |                       | [ 21 ]     |      |
| Brat                                    | Charli xcx            | [ 22 ]     |      |
| Songs of a Lost World                   | The Cure              | [ 22 ]     |      |
| Radical Optimism                        | Dua Lipa              | [ 22 ]     |      |
| Dance, No One's Watching                | Ezra Collective       | [ 22 ]     |      |
| Prelude to Ecstasy                      | The Last Dinner Party | [ 22 ]     |      |

## Artistas com mais prêmios
3 prêmios
- Adele
- Arctic Monkeys
- Coldplay

2 prêmios
- Manic Street Preachers

## Artistas com mais indicações
6 indicações
- Coldplay

5 indicações
- Damon Albarn (incluindo três como membro do Blur e dois como membro do Gorillaz)
- Radiohead

4 indicações
- Florence and the Machine
- Elton John
- Ed Sheeran

3 indicações
- The 1975
- Adele
- Arctic Monkeys
- Blur
- Annie Lennox (incluindo dois como membro do Eurythmics)
- Massive Attack
- George Michael
- Oasis
- Simply Red
- Stormzy

2 indicações
- Lily Allen
- alt-J
- David Bowie
- Kate Bush
- The Coral
- Dave
- Craig David
- Dido
- Dire Straits
- Eurythmics
- George Ezra
- Gomez
- Gorillaz
- J Hus
- Michael Kiwanuka
- Dua Lipa
- Manic Street Preachers
- Mumford & Sons
- Muse
- Pet Shop Boys
- Pink Floyd
- Plan B
- Queen
- Snow Patrol
- Sting
- The Streets
- Harry Styles
- Take That
- Tears for Fears
- Travis
- Robbie Williams